# Leo Ware
Leonard Everett Ware (27 de septiembre de 1876 – 28 de diciembre de 1914) fue un jugador de tenis estadounidense de origen canadiense. Ganó dos títulos en la competencia de dobles masculinos en el Campeonato Nacional de Estados Unidos jugado en el Newport Casino, y alcanzó las semifinales en individuales en cuatro ocasiones.
Ware ganó el campeonato interescolar celebrado en Newport, representando a la Roxbury Latin School. Se graduó de la Universidad de Harvard en 1899 y representó a Harvard en el torneo de tenis intercolegial, ganando en dobles masculinos en 1896, 1897 y 1898 y en individuales en 1898.
Ganó el Campeonato de Canadá en 1897, venciendo a Edwin P. Fischer en la final, y nuevamente en 1898, derrotando a Malcolm Whitman en la final. En marzo de 1898 ganó la edición inaugural del Campeonato Nacional de Tenis en Interior de Estados Unidos, celebrado en Newton Centre, después de derrotar a Holcombe Ward en la final en tres sets seguidos.
En 1896 fue clasificado por primera vez entre los 10 mejores de Estados Unidos y en 1898 alcanzó su mayor clasificación en Estados Unidos  como el número 2, detrás de Malcolm Whitman.
Después de su carrera en el tenis, se convirtió en banquero y ocupó varios cargos en la industria bancaria en Boston y Nueva York, donde trabajó en la firma Mann, Bill & Ware. El 19 de abril de 1904 se casó con Margaret Newcomb y la pareja tuvo tres hijos. Falleció de neumonía después de una breve enfermedad el 28 de diciembre de 1914.

## Finales de Grand Slam

### Dobles: 4 (2 títulos, 2 subcampeonatos)
| Resultado | Año  | Campeonato                            | Superficie | Pareja         | Oponentes                     | Resultado                 |
| --------- | ---- | ------------------------------------- | ---------- | -------------- | ----------------------------- | ------------------------- |
| Victoria  | 1897 | Campeonato Nacional de Estados Unidos | Césped     | George Sheldon | Harold Mahony Harold Nisbet   | 11–13, 6–2, 9–7, 1–6, 6–1 |
| Victoria  | 1898 | Campeonato Nacional de Estados Unidos | Césped     | George Sheldon | Holcombe Ward Dwight Davis    | 1–6, 7–5, 6–4, 4–6, 7–5   |
| Derrota   | 1899 | Campeonato Nacional de Estados Unidos | Césped     | George Sheldon | Holcombe Ward Dwight F. Davis | 4–6, 4–6, 3–6             |
| Derrota   | 1901 | Campeonato Nacional de Estados Unidos | Césped     | Beals Wright   | Holcombe Ward Dwight F. Davis | 3–6, 7–9, 1–6             |